# Черемхів (зупинний пункт)
Чере́мхів — пасажирський залізничний зупинний пункт Івано-Франківської дирекції Львівської залізниці на одноколійній неелектрифікованій лінії Хриплин — Коломия між станціями Коршів (5,5 км) та Отинія (11 км). Розташований в селі Черемхів Коломийського району Івано-Франківської області.

## Пасажирське сполучення
Приміське сполучення здійснюється дизель-поїздами сполученням Івано-Франківськ — Коломия.